# 노 맨즈 스카이
《노 맨즈 스카이》(No Man's Sky)는 인디 스튜디오 헬로 게임스가 개발하고 배급한 탐험 서바이벌 게임이다. 2016년 8월 플레이스테이션 4, 마이크로소프트 윈도우용으로 전 세계에 출시되었으며 엑스박스 원용의 경우 2018년 7월 출시되었다. 이 게임은 4개의 원칙으로 배치된다: 탐험, 생존, 전투, 교역. 플레이어는 1800경 개 이상의 행성이 포함된, 절차적으로 생성된 결정주의적 오픈 월드 세계관 안에서 자유로이 움직일 수 있다. 이 게임의 절차적 생성 시스템을 통해 행성들은 독특한 형태의 식물상과 동물상을 지닌 자신들만의 생태계를 갖추고 있으며 지각이 있는 다양한 외계종들이 플레이어와 전투를 벌이거나 행성계에서 교역을 할 수 있다. 장비를 강화하거나 개선하기 위해 자원을 채굴함으로써, 식물상과 동물상을 기록함으로써 얻은 신용을 가지고 자원을 매매함으로써, 아니면 은하의 중심에 있는 아틀라스(Atlas) 주변의 신비를 찾아다님으로써 게임을 진전시킬 수 있다.
노 맨 스카이는 2016년 런칭 당시 엇갈린 평가를 받았다.

## 게임플레이
노 맨 스카이는 일인칭 또는 삼인칭 시점으로 플레이되는 액션 어드벤처 생존 게임으로서, 플레이어는 4가지 주된 활동에 참여할 수 있다: 탐험, 생존, 전투, 교역. 플레이어는 외계 휴머노이드종 행성 탐험가의 역을 맡으며 게임 안에서는 트래블러(Traveller)라 불린다. 은하 끝자락에서 난파된 우주선 가까이에 있는 임의의 행성에서 시작하며 제트팩이 있는 생존 강화복이 장비되어 있고 생명체들과 적들로부터 자신을 보호하거나 공격하기 위해 자원을 검사, 채굴, 수집하기 위해 사용할 수 있는 멀티툴이 제공된다. 플레이어는 우주선을 수집, 수리, 연료 재충전하여 행성 주변을 여행할 수 있다.

## 평가
2013년 VGX 어워드에서 노 맨즈 스카이가 처음 선보인 일은 최고의 수상적인 면모로 간주되었다. 그 범위는 E3 2014로 확대되어 비슷한 찬사를 받았으며 일부 비평가들은 "쇼를 훔쳤다"고 묘사할 정도였다.
이 타이틀은 게임 비평가 패널에 의해 최고의 독창적인 게임, 최고의 인디 게임 상이 수여되었으며 Special Commendation for Innovation 타이틀을 수상하였다.

## 내용주
1. ↑  The game lacked multiplayer features at launch, but they were added with the "Next" update in August 2018. See description of multiplayer features and issues found with multiplayer after release for details.